# Václavovice
Václavovice är en ort i Tjeckien. Den ligger i den östra delen av landet, 290 km öster om huvudstaden Prag. Václavovice ligger 262 meter över havet och antalet invånare är 1 544.
Terrängen runt Václavovice är platt. Runt Václavovice är det ganska tätbefolkat, med 111 invånare per kvadratkilometer. Närmaste större samhälle är Ostrava, 10,9 km nordväst om Václavovice. Runt Václavovice är det i huvudsak tätbebyggt.